# Amphoe Mae Charim

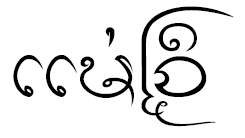
„Mae Charim“ in Lanna-Schrift

Amphoe Mae Charim (Thai: อำเภอ แม่จริม) ist ein Landkreis (Amphoe – Verwaltungs-Distrikt) im Osten der Provinz Nan. Die Provinz Nan liegt im Nordosten der Nordregion von Thailand.

## Geographie
Benachbarte Landkreise (von Südwesten im Uhrzeigersinn): die Amphoe Wiang Sa, Phu Phiang, Santi Suk und Bo Kluea der Provinz Nan. Im Osten liegt die Provinz Sayaburi von Laos.

## Geschichte
Mae Charim hieß ursprünglich Bowa (บ่อว้า). Der „Zweigkreis“ (King Amphoe) Mae Charim wurde am 1. Oktober 1969 eingerichtet, indem die drei Tambon Phong, Nong Daeng und Mo Mueang vom Amphoe Mueang Nan abgetrennt wurden.
Am 12. April 1977 wurde Mae Charim zum Amphoe heraufgestuft.

## Sehenswürdigkeiten
- Nationalparks:
  - Nationalpark Mae Charim (Thai: อุทยานแห่งชาติแม่จริม) – der 432 km² große Park liegt in den Bergen, die Thailand von Laos trennen. Die höchste Erhebung ist der Doi Khun-Lan (ดอยขุนลาน) mit 1652 Meter Höhe, an dessen Hängen der Maenam Wa (Wa-Fluss) entspringt. Auf dem Wa-Fluss wird Wildwasser-Rafting für Touristen veranstaltet.

## Verwaltung

### Provinzverwaltung
Der Landkreis Mae Charim ist in fünf Tambon („Unterbezirke“ oder „Gemeinden“) eingeteilt, die sich weiter in 38 Muban („Dörfer“) unterteilen.
| Nr. | Name       | Thai    | Muban | Einw. |
| --- | ---------- | ------- | ----- | ----- |
| 02. | Nong Daeng | หนองแดง | 10    | 4.152 |
| 03. | Mo Mueang  | หมอเมือง | 06    | 2.426 |
| 04. | Nam Phang  | น้ำพาง   | 10    | 5.127 |
| 05. | Nam Pai    | น้ำปาย   | 06    | 2.058 |
| 06. | Mae Charim | แม่จริม   | 06    | 2.226 |

Hinweis: Die fehlende Nummer 1 gehört zum Tambon Phong, der heute Teol von Santi Suk ist.

### Lokalverwaltung
Es gibt eine Kommune mit „Kleinstadt“-Status (Thesaban Tambon) im Landkreis:
- Nong Daeng (Thai: เทศบาลตำบลหนองแดง) bestehend aus den Teilen der Tambon Nong Daeng, Nam Pai.

Außerdem gibt es vier „Tambon-Verwaltungsorganisationen“ (องค์การบริหารส่วนตำบล – Tambon Administrative Organizations, TAO)
- Nong Daeng (Thai: องค์การบริหารส่วนตำบลหนองแดง) bestehend aus Teilen des Tambon Nong Daeng.
- Mo Mueang (Thai: องค์การบริหารส่วนตำบลหมอเมือง) bestehend aus dem kompletten Tambon Mo Mueang und Teilen des Tambon Nam Pai.
- Nam Phang (Thai: องค์การบริหารส่วนตำบลน้ำพาง) bestehend aus dem kompletten Tambon Nam Phang.
- Mae Charim (Thai: องค์การบริหารส่วนตำบลแม่จริม) bestehend aus dem kompletten Tambon Mae Charim.